# Магне Гавнаа
Магне Гавнаа (норв. Magne Havnå; 16 вересня 1963, Рісер — 29 травня 2004, Рісер) — норвезький професійний боксер, чемпіон світу за версією WBO (1990 — 1991) у першій важкій вазі.

## Аматорська кар'єра
На чемпіонаті Європи 1983 в першому бою програв Ральфу Роккіджані (ФРН).
На Олімпійських іграх 1984 програв у першому бою Хокану Броку (Швеція). 
На чемпіонаті світу 1986 програв у другому бою Арнольду Вандерліде (Нідерланди).

## Професіональна кар'єра
Дебютувавши 1986 року на професійному рингу, він виграв 14 боїв поспіль, 8 із них достроково, але потім програв Анджело Роттолі з Італії у боротьбі за вакантний титул чемпіона Європи за версією EBU у першій важкій вазі.
3 грудня 1989 року у Копенгагені вийшов на бій за вакантний титул чемпіона світу за версією недавно створеної Світової боксерської організації у важкій вазі проти Буна Пальца (США) і програв йому розділеним рішенням. 17 травня 1990 року відбувся реванш, і норвежець здобув перемогу технічним нокаутом в п'ятому раунді, відібравши звання чемпіона. Провівши два вдалих захиста, 1991 року Гавнаа звільнив пояс.